# Club Atlético All Boys (Córdoba)
El Club Atlético All Boys (también conocido como All Boys de Rosedal o All Boys de Córdoba) es una institución deportiva emblemática situada en Barrio Rosedal de la ciudad de Córdoba que comenzó como un centro vecinal. En la actualidad se encuentra disputando la primera División de la Liga cordobesa de fútbol.
Su principal deporte es el fútbol, participando en los torneos organizados por la Liga Cordobesa, habiendo militado en todas sus divisionales y obtenido cuatro ascensos a la primera división en los años 1973, 1985, 2013 y 2022. Sus rivales deportivos son el Club Atlético Bella Vista y Club Atlético Barrio Parque.
En la nómina de referentes históricos que se destacaron por su compromiso dirigencial se recuerda a personalidades como Zenón Bracamonte, León Bojdanov, Luis Sassaroli, Walter Fisher, Teodoro Urreta ,Francisco  Bruno y Hugo Bianchini. Hoy lleva adelante la práctica de las siguientes disciplinas deportivas: Fútbol, hockey, patín artístico, artes marciales, básquet, boxeo y vóley.

## Historia

### Comienzos
All Boys fue fundado el 25 de mayo de 1943 fue en primera instancia un centro vecinal, un lugar en el que los habitantes de barrio Güemes discutían sobre los problemas del mismo y alrededores y podían realizar actividades sociales y deportivas. Con el correr del tiempo, las actividades sociales captaron la atención de los vecinos y posteriormente la institución se dedicó al deporte de manera prioritaria. La primera elección de la comisión directiva se realizó en 1945 y el presidente electo fue Walter Pfister. La convocatoria social y cultural hizo que los miembros de la comisión directiva conformaran un equipo competitivo gracias al aporte de los jugadores de los sectores aledaños al predio del club y así fue como en 1947 se afiliaron a la Liga Cordobesa fundando una nueva divisional, la Tercera Ascenso. El 26 de febrero de 1948 obtuvo la personería jurídica. Entre las primeras decisiones tomadas por la comisión directiva se destacó la elección del color blanco como representativo de la entidad y el diseño de su distintivo que es similar al escudo de la ciudad de Córdoba. Durante la década del 50 la institución adquirió un inmueble en las proximidades de la Avenida Fuerza Aérea y emplazó su cancha de fútbol, manteniendo la sede social en barrio Güemes hasta finales de la década del 70, en que se produjo la mudanza definitiva a Barrio Rosedal Ampliación. Su principal deporte ha sido el fútbol, participando en los torneos organizados por la Liga Cordobesa, habiendo militado en todas sus divisionales y obtenido tres ascensos a la primera división en los años 1973, 1985 y 2013. En sus inicios el clásico barrial era disputado con el actualmente desaparecido Club Atlético Bolívar y posteriormente mantuvo rivalidades deportivas con el Club Atlético Bella Vista y con Club Atlético Barrio Parque. La entidad, tanto en lo deportivo como en lo económico e institucional, a lo largo del tiempo ha sufrido altibajos, no obstante ello a partir de 2007, una renovada comisión directiva presidida por Marcelo Urreta e integrada por Roberto Españón, Juan Videla y Alejandro Sivetti –entre otros– iniciaron un franco y sostenido proceso de recuperación institucional. 
En la nómina de referentes históricos que se destacaron por su compromiso dirigencial se recuerda a Zenón Bracamonte, León Bojdanov, Luis Sassaroli, Walter Fisher,Francisco Bruno, Teodoro Urreta, Hugo Bianchini y Roberto Españon.

### Desarrollo en laliga
La temporada en la que se afilió, salió campeón de la división recién creada. Participó en la Segunda División, siendo protagonista de esta en algunas ocasiones. En 1973 llegó a la gran final por el ascenso, donde frente a Las Flores en cancha de Talleres lo consiguió. Venció por 3 a 2 al Taladro y ascendió a la Primera División por primera vez en su historia. Tras una mala campaña vuelve a la Segunda División para jugar el campeonato de 1975. Tendría su revancha en 1982 cuando vuelve a ascender a Primera, coronándose campeón del un torneo por primera vez en su historia. Nuevamente, su estadía en la máxima categoría no es buena, en especial la temporada 1985, cuando desciende a la Segunda División. Esta fue una época de altibajos para el Albo, se intensifica en 1995 cuando desciende a la Primera C (tercera división del fútbol cordobés en ese entonces). En la temporada 2003 se coronó campeón y ascendió a la Primera B, en la que se ha mantenido hasta 2013 donde consiguió por tercera vez el ascenso a Primera A. La temporada 2014 fue bastante buena, con un cuarto lugar, logró clasificarse para el Federal C 2015. tras el fracaso en el torneo federal C,el conjunto de Rosedal descendería  a la primera B de la liga Córdobesa de futbol pero unos años después en la temporada 2022 ascendería a la máxima categoría del fútbol Córdobes tras ganarle 1-0 a San Lorenzo

### Torneo Federal C 2015
Esta era la primera vez que jugaba el Torneo Federal C. Integraba la Zona 26 junto con Las Flores y Bella Vista.
| Posición | Equipo      | Pts. | PJ | PG | PE | PP | GF | GC | DG | Estado      |
| -------- | ----------- | ---- | -- | -- | -- | -- | -- | -- | -- | ----------- |
| 1°       | Bella Vista | 8    | 4  | 2  | 2  | 0  | 4  | 2  | 2  | Clasificado |
| 2°       | Las Flores  | 7    | 4  | 2  | 1  | 1  | 5  | 4  | 1  | Eliminado   |
| 3°       | All Boys    | 1    | 4  | 0  | 1  | 3  | 3  | 6  | -3 | Eliminado   |

#### Línea del tiempo
La siguiente línea del tiempo expone en qué categoría se desarrolló por año.

Para evitar confusiones vale aclarar que "Tercera División" se refiere al nivel en que se encuentra la categoría, a pesar de los cambios de nombre a lo largo del tiempo. De la misma forma los otros torneos.

## Instalaciones
La sede social estaba ubicada originalmente en el barrio Güemes. Durante la década del 50 la institución adquirió un inmueble en las proximidades de la Avenida Fuerza Aérea y emplazó su cancha de fútbol, manteniendo la sede social en barrio Güemes hasta finales de la década del 70, cuando se produjo la mudanza definitiva a barrio Rosedal Ampliación. Su estadio lleva el nombre Héroes de Malvinas haciendo clara referencia al club homónimo de Buenos Aires. También posee un gimnasio y un predio en el que se pueden realizar muchos deportes.

## Datos del club
Los colores representativos siempre fueron el blanco y el negro, en honor a su homónimo. La forma del escudo fue elegida por el escudo de la provincia.
Su rival histórico es el desaparecido Club Bolívar, actualmente puede considerarse un clásico a Barrio Parque y el club Bella Vista por su cercanía geográfica.

## Actividades
El club ofrece las siguientes actividades deportivas:
- Fútbol (masculino y femenino)
- Hockey
- Patín artístico
- Artes marciales
- Básquet
- Boxeo
- Vóley
- Futsal
- Gym
- Pole Dance
- zumba